# Regeringen Aksel V. Johannesen
Aksel V. Johannesens regering var Færøernes regering fra 15. september 2015 til 16. september 2019. Det var en flertalsregering, og bestod af partierne Javnaðarflokkurin, Tjóðveldi og Framsókn.
Navnene på ministrene blev offentliggjort om formiddagen den 15. september, efter at det nyvalgte Lagting er mødt til dets første møde og de nyvalgte samt valgresultatet fra lagtingsvalget var blevet godkendt. Lagtingets ældste medlem, 71-årige Poul Michelsen fra Framsókn, åbnede mødet. Tre partier som sad i opposition mens Kaj Leo Johannesens regering havde magten dannede ny regering med Aksel V. Johannesen som lagmand, de tre parter er: Javnaðarflokkurin, Tjóðveldi og Framsókn. Koalitionsaftalen mellem de tre partier blev underskrevet den 14. september 2015.
For første gang i Færøernes politiske historie, er der ligestilling i landsstyret, der er fire kvinder og fire mænd.
Landsstyret havde det mindst mulige flertal, nemlig 17, men samme dag som de nye lagtingsmedlemmer blev godkendt og ministrene blev udnævnt, meddelte Sonja Jógvansóttir fra Javnaðarflokkurin, at hun havde meldt sig ud af partiet, fordi partiet havde blokeret for at homoseksuelle færinger kunne blive borgerligt gift, de blev slet ikke nævnt i koalititionsaftalen. Hun sagde dog, at hun støttede koalitionen, men nu som løsgænger.
|                                   | Minister            | Parti | Fra                | Til                |
| --------------------------------- | ------------------- | ----- | ------------------ | ------------------ |
| Lagmand                           | Aksel V. Johannesen | JF    | 15. september 2015 | 16. september 2019 |
| Vicelagmand                       | Høgni Hoydal        | T     | 15. september 2015 | 16. september 2019 |
| Ministerium                       | Minister            | Parti | Fra                | Til                |
| Finansministeriet                 | Kristina Háfoss     | T     | 15. september 2015 | 16. september 2019 |
| Sundheds- og indenrigsministeriet | Sirið Stenberg      | T     | 15. september 2015 | 16. september 2019 |
| Kulturministeriet                 | Rigmor Dam          | JF    | 15. september 2015 | 21. januar 2019    |
| Trafikministeriet                 | Heðin Mortensen     | JF    | 20. november 2018  | 16. september 2019 |
| Trafikministeriet                 | Henrik Old          | JF    | 15. september 2015 | 1. oktober 2018    |
| Kulturministeriet (skolesager)    | Hanna Jensen        | F     | 14. februar 2019   | 16. september 2019 |
| Kulturministeriet (kultursager)   | Høgni Hoydal        | T     | 14. februar 2019   | 16. september 2019 |
| Fiskeriministeriet                | Høgni Hoydal        | T     | 15. september 2015 | 16. september 2019 |
| Udenrigs- og Erhvervsministeriet  | Poul Michelsen      | F     | 15. september 2015 | 16. september 2019 |
| Socialministeriet                 | Eyðgunn Samuelsen   | JF    | 15. september 2015 | 16. september 2019 |